# スバマラ (小惑星)
スバマラ (964 Subamara) は小惑星帯に位置する小惑星である。ウィーンのウィーン天文台でヨハン・パリサによって発見された。
ウィーン天文台の観測条件が悪いことから、「とても苦い (very bitter)」という意味のラテン語にちなんで命名された。